# (4080) Galinskij
(4080) Galinskij ist ein Asteroid im Hauptgürtel, der am 4. August 1983 vom Krim-Observatorium durch Ljudmila Georgijewna Karatschkina entdeckt wurde.
Der Asteroid wurde nach dem russischen Ingenieur Nikolai Dmitrijewitsch Galinski benannt.